# دنتن (مریلند)
دنتن (به انگلیسی: Denton) شهری در ایالت مریلند کشور ایالات متحده آمریکا است که جمعیت آن در سرشماری سال ۲۰۱۰ میلادی، ۴٬۴۱۸ نفر بوده‌است.